# Opoczyński
Opoczyński là một huyện thuộc tỉnh Łódzkie của Ba Lan. Huyện có diện tích 1040 km². Đến ngày 1 tháng 1 năm 2011, dân số của huyện là 78268 người và mật độ 75 người/km².